# Phil Mills
Phil Mills (Trefeglwys, 1963. augusztus 30. –) walesi rali-navigátor. Petter Solberg navigátoraként 2003-ban megnyerte a rali-világbajnokságot.

## Pályafutása
1983-ban vett részt első rali-versenyén, és 1994-ben debütált a világbajnokságon.
1999-ben Petter Solberg navigátora lett, aki akkor a Ford csapatában versenyzett. Később a Subaru gyári alakulatába kerültek, és a 2002-es Brit-ralin megszerezték pályafutásuk első világbajnoki győzelmét. 2003-ban megnyerték a világbajnokságot, mindössze egy pont előnnyel a Sebastien Loeb - Daniel Elena páros előtt. 2004 és 2005-ben a második, 2006-ban a hatodik, 2007-ben az ötödik, még 2008-ban a hatodik helyen zárták a világbajnokság értékelését.
2009-ben és 2010-ben Petter és Phil privát csapattal vett részt a bajnokságban. A 2010-es szezon közepén Phil a visszavonulás mellett döntött.
Máig Phil az egyetlen walesi bajnok a rali-világbajnokság történelmében.

### Rali-világbajnoki győzelmei
| #   | Dátum                  | Rali            | Versenyző      | Autó               | Összefoglaló |
| --- | ---------------------- | --------------- | -------------- | ------------------ | ------------ |
| 1.  | 2002. november 14-17   | Brit rali       | Petter Solberg | Subaru Impreza WRC | Összefoglaló |
| 2.  | 2003. június 20-22     | Ciprus-rali     | Petter Solberg | Subaru Impreza WRC | Összefoglaló |
| 3.  | 2003. szeptember 4-7   | Ausztrál rali   | Petter Solberg | Subaru Impreza WRC | Összefoglaló |
| 4.  | 2003. október 16-19    | Korzika-rali    | Petter Solberg | Subaru Impreza WRC | Összefoglaló |
| 5.  | 2003. november 6-9     | Brit rali       | Petter Solberg | Subaru Impreza WRC | Összefoglaló |
| 6.  | 2004. április 15-18    | Új-Zéland-rali  | Petter Solberg | Subaru Impreza WRC | Összefoglaló |
| 7.  | 2004. június 3-6       | Akropolisz-rali | Petter Solberg | Subaru Impreza WRC | Összefoglaló |
| 8.  | 2004. szeptember 3-5   | Japán rali      | Petter Solberg | Subaru Impreza WRC | Összefoglaló |
| 9.  | 2004. szeptember 16-19 | Brit rali       | Petter Solberg | Subaru Impreza WRC | Összefoglaló |
| 10. | 2004. szept 30-okt 3   | Szardínia-rali  | Petter Solberg | Subaru Impreza WRC | Összefoglaló |
| 11. | 2005. február 11-13    | Svéd rali       | Petter Solberg | Subaru Impreza WRC | Összefoglaló |
| 12. | 2005. március 11-13    | Mexikó-rali     | Petter Solberg | Subaru Impreza WRC | Összefoglaló |
| 13. | 2005. szeptember 15-18 | Brit rali       | Petter Solberg | Subaru Impreza WRC | Összefoglaló |

## Külső hivatkozások
- Phil profilja az ewrc.cz honlapon
- Profilja a wrc.com honlapon